# Turkoois (mineraal)

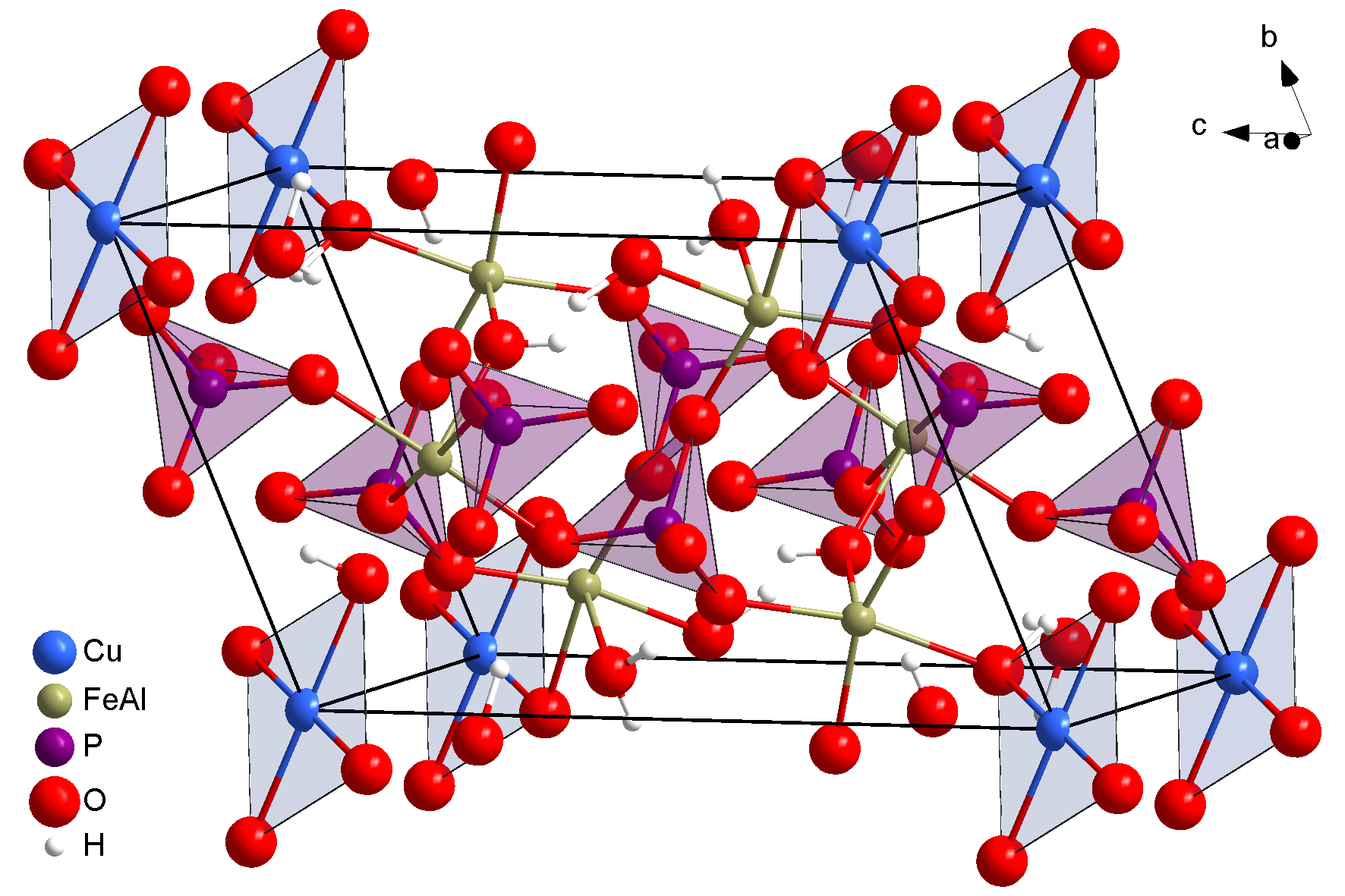
eenheidscel

Het mineraal turkoois is een koper-aluminium-fosfaat, een verbinding       van vier fosfaten met koper en aluminium met de molecuulformule CuAl6(PO4)4(OH)8·4(H2O). Het is een gehydrateerd zout.
Het wordt om de blauwe kleur al sinds de oudheid in sieraden gebruikt. Het mineraal turkoois is naar Turkije genoemd, het land waarlangs het passeerde toen het voor het eerst Europa bereikte. Het komt overigens voor zover bekend in Turkije niet voor. De kleur turquoise is naar het mineraal genoemd.
Het komt in groen, geelgrijs en lichtblauw voor, maar is vooral bekend als blauwgroen, het heeft een wasglans en een vaal blauwwitte streepkleur. Het kristalstelsel is triklien en de splijting is perfect volgens het kristalvlak [001] en goed volgens [010], maar dat is theoretisch omdat het bijna alleen in cryptokristallijne vorm voorkomt. De massadichtheid is 2,7, de hardheid is 5 tot 6 en het is niet radioactief.
Turkoois wordt vooral als secundair mineraal gevonden in koper-ertsen. De typelocatie is de Nisjapoer afzetting in Iran, maar het werd ook in de Sinaï gedolven. Daar is in Serabit el-Khadim een tempel aan de Egyptische 'Vrouwe van Torquoise', de godin Hathor, gewijd. Het werd tijdens het Ottomaanse Rijk als kostbaar mineraal geëxporteerd, vooral naar Perzië. Het wordt nog steeds in de Sinaï gewonnen, maar ook in de Verenigde Staten en Iran.
Turkoois is een halfedelsteen en wordt al eeuwenlang gebruikt in sieraden en ter verfraaiing van gebouwen. Imitatieturkoois werd voor het eerst in 1972 in Frankrijk gemaakt, maar de eigenschappen van deze imitatie verschillen van die van de natuurlijke variëteiten.